# 西蒙·蔡尔德
西蒙·蔡尔德（英語：Simon Child，1988年4月16日—），新西兰男子曲棍球运动员。他曾代表新西兰参加2006年、2010年和2014年英联邦运动会曲棍球比赛，获得一枚铜牌。他也曾参加2008年、2012年和2016年夏季奥林匹克运动会。